# Auanbabulubabalambambú
Auanbabulubabalambambú, estilizado A uan ba buluba balam bambú, fue un programa musical de Televisión Española emitido por su segundo canal todos los jueves a las 20:00 horas entre abril de 1985 y diciembre de 1986.

## Formato
El título hacia claramente un guiño al tema «Tutti Frutti» de Little Richard pretendiendo ser una parodia onomatopéyica de una introducción de tambor. Presentado por Carlos Tena y Sandra Milhaud en el espacio se incluían videoclips, noticias, sketches, reportajes y actuaciones en directo de grupos españoles emergentes. También se prestaba atención a otros artistas consolidados fuera de las fronteras españolas aunque predominaba la atención a los grupos nacionales.

"Es un espacio de contenido musical fundamentalmente en base a una entrega en plan revista donde hay desde un análisis de la música a todos los niveles y estilos, hasta vídeos antiguos y modernos, así como figuras de ayer y de hoy... todo completado con entrevistas y reportajes"
Carlos Tena (Diario El País, 1985) 

El programa también se transmitió posteriormente a través de Radio Nacional de España en donde continuaron, por un tiempo, divulgando canciones que no solían sonar en emisoras comerciales.

"La única vez que trabajé en la primera cadena fue con Caja de ritmos pero acabó como todo el mundo sabe y no tengo intención de volver a trabajar en esta cadena porque su director me censuró. Al censurar a Siniestro Total consideré oportuno dimitir. Por el contrario, en la segunda cadena se me ha abierto una puerta, primero con ¿Pop-Qué? y ahora con este nuevo programa"
Carlos Tena (Diario El País, 1985) 

En 1987 fue suprimido tras acceder a la Dirección General de RTVE Pilar Miró (23 de junio de 1986-13 de enero de 1989†), para el periodo 1986-1989, quien en aquel entonces decidió suspenderlo, porque el titular de la emisión se negó a participar en una mesa petitoria a favor de la Cruz Roja Española (CRE).[cita requerida]